# イスラム銀行
イスラム銀行（イスラムぎんこう）は、イスラームの教義、慣行に基づいて運営される銀行のこと。ムスリム（イスラーム教徒）は、リバー（利子）を取って金銭を貸すことを禁止するクルアーンの言葉に従い、シャリーア（イスラーム法）において利子の取得を禁止されている。したがって、基本的に無利子の金融機関として運営される。現代の世界金融市場の主役の一つとなっているヘッジファンドや、先物取引のような金融システムは、イスラムにおいては基本的に認められない。

## 概要
このような業務を行う銀行が誕生したのは近代以降である。それ以前には、シャリーアにおける利子禁止規定は、ヒヤル（法的な潜脱手段）と呼ばれる抜け穴によって回避され、実質的には有利子金融が行われていた。クルアーンにおいて禁じられているリバーという単語を、利子一般ではなく、高利のみを指すと解釈すれば、ヨーロッパ型の金融システムを導入できる。にもかかわらず、その方法を採用しない理由については研究者によって見解が分かれる。
そもそもイスラーム経済の特色に喜捨（ザカート、サダカ）などがあり、イスラーム銀行はそれらも背景にしている。

## 歴史

### 1950年代
シャリーアに則って無利子銀行が初めて試みられたのは、1950年代のパキスタンであった。このころパキスタンでは、イスラームの教義を国家運営に適用しようとする動きが強まっており、農業改善資金を無利子で貸し出す銀行が設立された。しかし、融資の希望者が多数だったのに対し、無利子で預金する者が少数だったため失敗に終わった。

### 1960年代
1962年にマレーシアでムスリム巡礼貯金公社が設立された。これは、マッカ巡礼をするマレーシアのムスリムの資金管理を目的とした。この公社は、1969年には巡礼管理局と合併して巡礼積立運用基金となった。
1963年にエジプトでミート・ガムル貯蓄銀行がアフマド・ナッジャールにより設立された。この銀行は農村部の開発を目的として成功したが、その理由として、借り入れ希望者に少額の定期預金を義務化したことがあげられる。1～3年返済の短期ローンが中心で、この時点ではムダーラバ方式に基づいていなかった。1972年にナセル社会銀行が発足され、アンワル・アッ＝サーダートは公的資金を支出してミート・ガムル貯蓄銀行をナセル社会銀行に統合した。同行は1980年代には、預金残高は2億ドルを越え、全国に数十の代理店を有する金融機関に成長した。

### 1970年代
1970年代以降、石油危機により生じた豊富なオイルマネーを活用して、商業イスラーム銀行が相次いで設立された。1973年にはイスラム開発銀行が設立されてイスラーム諸国の経済発展や開発を支援し、1975年にはアラブ首長国連邦にドバイ・イスラーム銀行が設立され、民間資本が80％を出資した。その後、1977年にクウェート・ファイナンス・ハウス、ファイサル・イスラム銀行、1978年にヨルダン・イスラーム銀行などが続く。これらの銀行は当初から成功し、近代資本主義型の銀行への預金をためらっていたムスリムたちから預金を集めたのが理由とされる。

### 1980年代
イスラーム金融の国際展開が本格化。イギリスと歴史的な因縁のあるパキスタン、イラン、スーダンなどでは国内の金融システム全体のイスラーム化が進行した。サウジアラビア資本の金融グループとして、1981年にダール・アル＝マール・アル＝イスラーミーグループ、1982年にはアルバラカ投資開発会社が設立され、多国籍企業として業務を行った。1980年代にはギニア、リベリア、ニジェール、南アフリカにイスラーム金融機関が進出を遂げた。

### 1990年代
イスラーム金融に関する問題が発生するようになる。パキスタン、イラン、スーダンの国内金融システムのイスラーム化が鈍化する一方、エジプトではイスラーム投資会社が相次いで破綻して騒動が発生した。1993年にはイギリスで、アルバラカ国際銀行が銀行免許を返上した。
一方、マレーシア政府の後押しによって、イスラーム金融のインフラストラクチャーが整備され、イスラーム銀行の業務が増加した。1993年には無利子銀行スキームが導入され、近代資本主義的な銀行がイスラミック・ウィンドウという形式でイスラーム金融サービスの提供が可能となった。
1990年代後半からは、イスラーム投資ファンドも多数設立され、イスラームの理念に適合する企業に投資しやすいよう、シャリーア・インデックス（イスラーム株価指数）も作られた。欧米系の金融グループでもイスラーム金融が増加し、研究や教育活動も活発となった。1996年にはデンマーク、ジブチでも登場している。

### 2000年代
原油価格が高騰して豊富なオイルマネーが生まれ、1970年代よりも整備が進んでいたイスラーム銀行はこれにより拡大を続ける。大口の資金需要に対応できるサービスとして、2001年以降にスクークが開発された。グローバル化が進むにつれて国際市場に本格的に参入し、マレーシアと中東の東西金融市場も交流が活発となった。こうしてイスラーム銀行は世界各国に広まり、ヨーロッパではロンドンを中心とし、アジアではタイ国イスラーム銀行なども設立された。
銀行・金融会社などを含め、無利子を標榜している銀行や投資会社は全世界に200以上あり、総資産は1160億ドル（95年ベース）、年率15～20%で成長している。イスラム銀行は、当初は国際金融システムの中で特異な金融機関と見られがちであったが、国際通貨基金 が公認する銀行システムのひとつとなっている。2007年に世界金融危機が起きた当初は、西欧型の国際金融市場から距離を置くイスラム銀行には悪影響は少ないという予想が多かった。しかし、影響は予想以上に大きく、現時点ではイスラム金融市場も世界金融市場から独立していないことが明らかとなった。

## 業務
イスラーム銀行は、シャリーアの認める範囲内で利潤を最大限追求し、現代資本主義の世界に適用することを目指す。イスラーム銀行は、シャリーアと金融の知識を備えた法学者であるウラマーからなるシャリーア評議会を持ち、評議会の勧告に従って金融活動を行う。法学者にはファトワを発する資格が必要とされる。実際の運営においては、シャリーア評議会も柔軟な解釈を行っており、ほとんど他の銀行と異ならない業務を行う場合もある。
イスラーム銀行は、以下のようなシャリーア上の商業・金融契約の制度を援用し、利子を獲得することなく利潤をあげ、一般の預金者を含む出資者に還元する。ムラーバハによることが多い。ただしパキスタンはムダーラバとイジャーラが主体。
ムダーラバ
ムダーラバは、2人の当事者が取引を行う。出資者（ムダーリブ）が、信頼すべき商才や手腕の持ち主と認めた事業家（ダーリブ）に資本を全額出資するパートナーシップ契約を指す。すべてのイスラム金融の基本となる契約形態で、イスラム銀行以前から広く行われている。ムダーラバ契約のみでは、複雑化する西洋型を中心とする現在の経済・金融には対応できない。また、個人の小口預金者にはハイリスク・ハイリターンな契約を結ぶことは不可能である。そこで、銀行の介在する「二重のムダーラバ関係」などが登場することになる。ムダーラバの名称はハナフィー派の用語で、他の学派ではキラードやムカーラダとも呼ばれる。
ムシャーラカ
ムシャーラカは、複数の当事者が取引を行う。資本の出資者と労働を提供する事業家が共同出資により事業の共同経営を行い、生じた利益を契約時に決められた比率によって、もしくは損失が生じれば出資比率に応じて、それぞれ配分する契約形態である。イスラム銀行においては、銀行と企業・個人の出資者が共同資本をつくり、出資者全員が経営に関わることを前提として運用される。ムシャーラカの特徴は、資金の提供者もまた事業の組織や経営に参画し、事業主も一定の支出をするところにあり、発言権は概ね出資比率に準ずる。ムダーラバでは資金提供先の選択が限定的になる傾向があったのに比べ、相手方も一定の出資力があることを前提とするムシャーラカでは、その傾向がある程度は緩和されることが期待される。
ムラーバハ
ムラーバハとは売買契約のひとつであり、ある財を、購入した際の原価よりも高い代金によって転売する形態を指す。購入者が、原価と代金の差額を了解し、差額を転売者の売却益として納得した上で契約が結ばれることを前提とする。イスラム銀行ではこのシャリーアの制度を利用し、設備・備品を希望する顧客に代わって購入し、顧客に渡す。このとき、「手数料」を上乗せして分割払いあるいは後払いとする。こうすることによって、銀行は利子ではなく、売却益として顧客から利益を受ける。
イジャーラ
イジャーラは賃貸借契約を意味し、西欧型経済におけるリースに相当する。シャリーアにおいては、物件に対する所有権は、その物を所有し最終的に処分する権利（ラカバ 、所有権）と、その物を利用しそこから得られる利益を独占する権利（マンファア、用益権）の2つから成り立つと考えられており、イジャーラ契約とは所有者である賃貸者から賃借者への用益権の移転である。イスラム銀行においては、顧客の求めに応じて銀行が設備等を購入し、顧客に賃貸して使用料を取るリースとして運用される。売り切りとリースの違いが、ムラーバハとイジャーラの違いと言える。
イジャーラ・ワ・イクティナーウ
顧客に賃貸して使用料を取るまではイジャーラと同じであるが、顧客は、銀行に口座を開設して積立てる、いわば「リース購入」である。この積み立ての積算が、購入代金プラス手数料（コミッション）の額となったところで、当該物件の用益権に加えて所有権が顧客に移る。この場合も、コミッションは売却益であって利子ではない。この方式の特徴は、開設した口座が当座勘定ではなく投資勘定として開設され、積み立てる間の投資の配当が、顧客の収入になる点にある。
サラム
サラムとイスティナーウは、先渡しの取引である。ムラーバハが商品の先渡しであるのに対して、支払いを先に行う。サラムは代金を一括で支払い、イスティナーウは順次支払う。サラムは農産物のように1回で終わる取引、イスティナーウは住宅や工業製品のような商品に適していた。
カルド・ハサン
カルドは、借主が貸主の所有物を消費した上で、同種同等の物を貸主に返還する貸借契約のことで、「消費貸借」とも訳される。カルドがシャリーアに照らして合法となるには、返還される物件が、借りた物とまったく同種・同等でなければならず、貸主が貸し出しによって利得を得てはならない。このような合法と見なされるカルドのことを、カルド・ハサンと言う。
イスラム銀行においては、人道的な無利子ローンとして活用される。この契約においては、借主はあらかじめ定められた期間内で貸主に返済する。金融機関によっては一定額の手数料を徴収するところもあり、この手数料は金額に連動したり、期間に随伴したりすることはない。定額の手数料は定額の報酬に通じ、定額の報酬は定率の利子に通じるため、カルド・ハサンは完全に人道的にゼロ・コミッションでおこなうべきという主張もある。手数料の問題に限らずイスラムの無利子金融の具体的あり方については、ウラマーの間でも統一見解がない。
ワディーア
財産の保管を請け負う契約で、預金サービスとして用いられる。
イスラーム銀行も、近代資本主義型の銀行と同じく、流動性と流動性ギャップへの備えが必要となる。しかし、利子が含まれる管理方法は利用できないため、受信と与信により生じるギャップに対応するために資金の内部留保が大量に必要となる。このため自己資本比率が高く、株主資本利益率が低くなりやすい。こうした流動性問題を解決するために、バイウ・イーナ、コモディティ・ムラーバハ、タワッルクなどの手法が用いられている。これらの手法がリバー概念に抵触するかについては議論が起きている。

## 将来の展望

### ムスリムによる将来展望
イスラーム圏の大規模な企業組織では、内部に、企業の行動をシャリーアと照らして検討するための諮問委員会を持っている例がある。そうした場での議論では、長い時間をかければ、無利子経済が有利子経済を駆逐していくだろうという考えがある。たとえばパキスタンの研究者である Hussein Mullick は、無利子銀行が資本主義の搾取システムをやめ、貯蓄家を資本家に変えてゆき、経済を活性化する点などから「無利子銀行制度が西洋の銀行制度に勝ることはあまりに明らかである」と述べている。
無利子銀行のムダーラバやムシャーラカといった貸付方式は、経済的インフラの僅少な地域で長期的な視野で経済を立ち上げることに適しているという指摘もある。仮に事業が失敗しても、借りた者が多重債務を背負い込まないこのシステムは、資本を持たない者が事業を起こすのに適している。

### 非ムスリムによる将来展望
宗教的情熱のみでは無利子システムの維持は困難であり、無利子金融機関は有利子金融の利子と同程度か、それに遜色ない業績をあげることが必要とされる。根拠としては、パキスタンでの無利子銀行の試みの挫折や、国庫から資金を入れたナセル社会銀行の成功、その後の発展はオイルマネーによる点があげられている。石油で潤った富裕者は、イスラム銀行に多額の無配当預金をしている。彼らがこうした行動に出るのは、ザカートに代表されるイスラーム社会の互助的環境のゆえであり、これらが中東の無利子銀行の成長を支える一因でもある。